# 三神一体

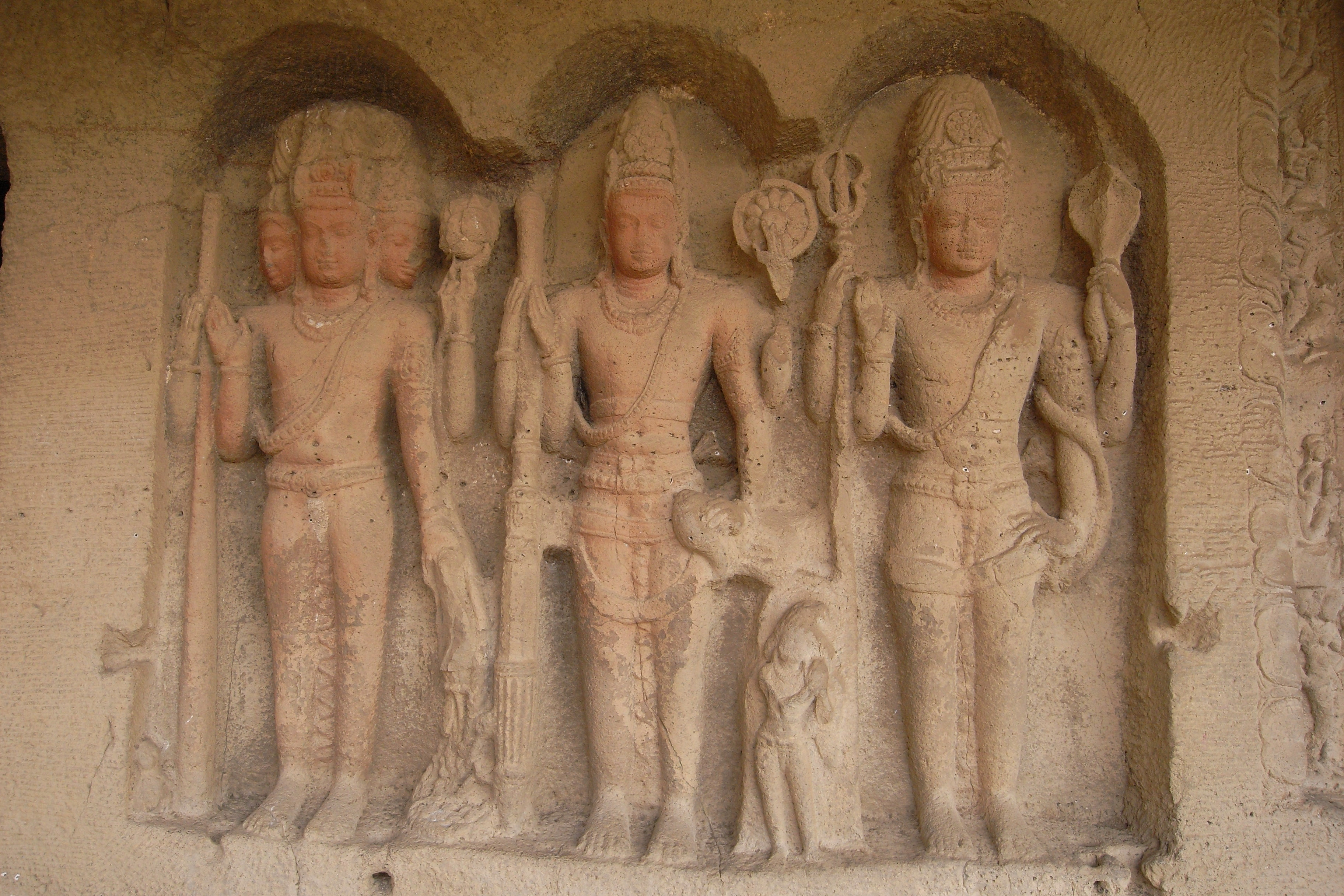
エローラ石窟寺院のトリムールティ像。マハーラーシュトラ州。

三神一体（さんしんいったい）またはトリムールティ（サンスクリット: त्रिमूर्तिः trimūrti、"3つの形"の意）は、ブラフマーとヴィシュヌとシヴァは同一であり、これらの神は力関係の上では同等であり、単一の神聖な存在から顕現する機能を異にする3つの様相に過ぎないというヒンドゥー教の理論である。すなわち、ブラフマー、ヴィシュヌ、シヴァの3柱は、宇宙の創造、維持、破壊という3つの機能が3人組という形で神格化されたものであるとする。一般的にはブラフマー、ヴィシュヌ、シヴァがそれぞれ創造、維持、破壊/再生を担うとされるが、宗派によってバリエーションが存在する。
トリムールティはコンセプトであるが、ブラフマー、ヴィシュヌ、シヴァの3神を融合した形で象徴的に偶像化されることがある。1つの首から3つの頭が伸びるデザインや、1つの頭に3つの顔を持つというバリエーションが存在し、エレファンタ石窟群のトリムールティ像が有名である。また、ブラフマー、ヴィシュヌ、シヴァの3神の集合名として「トリムールティ」が用いられることもある。これら3柱の神格が1つのアヴァターラとして顕現したものがダッタートレーヤである。

## 歴史、背景
「ブラフマー、ヴィシュヌ、シヴァの3柱が単一の神聖な存在から顕現する、それぞれ創造、維持、破壊という別の機能を有する3つの様相である」とするトリムールティの理論は、ヴェーダの時代以降、すなわち紀元前500年以降に定着したと考えられている。しかしブラフマン（至高の存在、宇宙の根本原理）が3つの様相を持つというアイデア、神々を3つのグループに大別するというアイデア、神が全て同一であるとするアイデアなど、トリムールティ理論の要素はヒンドゥー哲学の中に古くから存在する。
ヤン・ホンダはリグ・ヴェーダ時代（およそ紀元前1700-1100年）、すなわちヒンドゥー教（バラモン教）の最も古い時代の最高神、火の神アグニの持つ3つの性格からトリムールティが発展したのではないかとしている。アグニはリグ・ヴェーダでは3つの体と地位を持つとされ、地上では火として、大気では雷として、空では太陽としてヴェーダの世界に存在した。
神々に火、大気、太陽を、そこから発展して地上、大気（または水）、天界を代表させるという考え方はヴェーダ時代（およそ紀元前1500-500年）の早い段階から存在し、例えばそれはヴェーダ初期にはアグニ、ヴァーユ（風）、アーディティヤ（Aditya太陽）であったり、アグニ、インドラ（雷）、スーリヤ（太陽）であったりと様々な文献で別々の神々の組み合わせが見られる。後にトリムールティの3神となるブラフマー、ヴィシュヌ、シヴァはそれぞれ、アグニ、スーリヤ、インドラから発展したとも考えられており、この見方をするとトリムールティの3神も地、天、大気を象徴する神々という分類ができる。

### マイトリー・ウパニシャッド
マイトリー・ウパニシャッド（紀元前10世紀の後半）にはトリムールティの3神が1組として触れられており、トリムールティの起原としてしばしば言及される。例えば4章の5節では、何について瞑想するのが一番良いかという議論が展開される。瞑想する対象として上がるのが、アグニ（火）、ヴァーユ（大気）、アーディティヤ（日）、カーラ（時間）、プラーナ（呼吸、あるいは活力）、アンナ（食べ物）、そしてブラフマー、ヴィシュヌ、ルドラの9つである。ヤン・ホンダによれば、アグニ、ヴァーユ、アーディティヤはヴェーダ時代初期の主要な3柱であり、それぞれ地上、大気、天界を代表する。次の時間、活力、食べ物はブラフマンの、中でも早い段階の顕現ではないかという議論をウパニシャッド期の初期に見ることができる。この並びを考慮すると、マイトリー・ウパニシャッドの著者はブラフマー、ヴィシュヌ、ルドラ（すなわちシヴァ）に相互補完関係を見ていたようにも読み取れ、この視点はトリムールティ理論にも含まれている。
また、クツァーヤナ賛歌（Kutsayana）と呼ばれる5章1節でもこれら3神が触れられ、その後の5章2節で説明が展開されている。汎神論をテーマとするクツァーヤナ賛歌は人の魂をブラフマンであると主張し、その絶対的現実、普遍の神は生きとし生けるすべての存在の中に宿るとしている。アートマン（魂、我）はブラフマーをはじめとするブラフマンの様々な顕現であることと同等であると展開する。いわく、「汝はブラフマーである。汝はヴィシュヌである。汝はルドラ（シヴァ）である、汝はアグニ、ヴァルナ、ヴァーユ、インドラであり、汝は全てである」。
マイトリー・ウパニシャッドの5章2節ではブラフマー、ヴィシュヌ、シヴァはそれぞれが3つのグナと関連づけられている。グナとはすべての生物に見いだすことのできる性質、精神、生来の傾向であるとされ、世界は翳質（タマス）から生じたと語られている。その後世界はそれ自体の作用により活動し激質（ラジャス）となり、そして精錬、純化され純質（サットヴァ）となった。これら3つのグナのうち、ブラフマーはラジャス（激質）、ヴィシュヌはサットヴァ（純質）、ルドラ（シヴァの前身）はタマス（翳質）をそれぞれ受け持っている。ただしマイトリー・ウパニシャッドは3柱をトリグナ理論のそれぞれの要素に当てはめてはいるものの、トリムールティの3柱が持つとされている3つの役割については言及していない。

### 梵我一如理論の登場
ヒンドゥー教はその後ブリハッド・アーラニヤカ・ウパニシャッド（紀元前およそ700年）の頃から、重視される神を徐々に減らしていく。ブリハッド・アーラニヤカ・ウパニシャッドでは哲人ヤージュニャヴァルキヤが「存在するのは単一のブラフマンのみである」という梵我一如の理論を展開している。このヒンドゥー教における一元論（不二一元論）的な思想の発現がトリムールティの形成に少なからず影響を及ぼしたと考えられている。

### トリムールティ理論の発現
トリムールティ理論はオリジナルのマハーバーラタ（紀元前4世紀）には登場しないと一般的には考えられている。つまりマハーバーラタの著者はトリムールティ理論を意識していなかったように思われる。しかし後に編集されたマハーバーラタの付録にはトリムールティ理論を感じされる文言が含まれている。
至高の魂は3つの様相を持つ。ブラフマーの姿は世界を創造する者であり、ヴィシュヌの姿は世界を維持する者であり、ルドラの姿は世界を破壊する者である。
3つの様相を持つブラジャーパティはトリムールティである。—マハーバーラタ 3.272.47 および 3.270.47
加えて、間違いなくトリムールティの理論を意識して書かれたと考えられている記述は、マハーバーラタの補遺とされるハリヴァンシャ（紀元前1-2世紀）に見つけられる。
ヴィシュヌとされる者はルドラである。ルドラとされる者はピタマハー（ブラフマー）である。本質は1つ、神は3つ、ルドラ、ヴィシュヌ、ピタマハーである。—ハリヴァンシャ 10662
ヴァーユプラーナ（シヴァ派、300-500年。プラーナとしては最古の物）は5章17節でトリムールティに触れている。ヤン・ホンダは、ブラフマンの3つの顕現という考えがしっかりとした教義になったのはこれが初めてではないかとしている。

### プラーナ文献に見られるトリムールティ
ブラフマー、ヴィシュヌ、シヴァをひとつの存在として同一視するというアイデアはクールマ・プラーナ（8世紀頃）にて大いに強調されている。1章の6節ではブラフマンはトリムールティであるとして崇められる。特に1章の9節では3柱の神の統合を、1章26節でも同じ主題を繰り返し語っている。

## 創造、維持、破壊/再生という3つの役割
トリムールティの役割分担がどのようにして決まったのかについては議論が残る。原始的なトリムールティでは3柱が完全に同格であり、それぞれの役割は交換可能だったとする考え方もある。
ホンダの見方では、ヴィシュヌとシヴァのキャラクターは古代のインド人が自然に感じた神性を象徴しているとする。ヴィシュヌには全ての生物がそこに依存せざるをえない宇宙を遍く満たす、力強く、慈悲深いエネルギーが表現されており、一方のルドラ・シヴァには粗野で御しがたく、気まぐれで、危険な自然が表現されている。そこからそれぞれのキャラクター、英雄譚は発展し西暦前までに出来上がっているとする。
ベイリーはブラフマー神はブラフマンを神格化したものだとしている。また彼によれば、マハーバーラタではブラフマーが創造の役割を担い、ヴィシュヌが維持の役割を担うとする言及が随所にみられるが、シヴァの破壊という役割に関してははっきりと描写されていない。破壊的な属性を感じさせるエピソードはあるものの、ほのめかしにとどまっている。そのためベイリーは、シヴァの役割はマハーバーラタの後に徐々に固まっていったのではないかとしている。
アンゲロ・デ・グベルナティスはプラーナ文献に見られる3柱のキャラクターについて、ブラフマーは自分の神秘的な力を、ヴィシュヌは自分の英雄的資質を、シヴァは精力と富を享受している、と表現している。加えて順に賢者、強者、金持ちといった社会的立場に対応するとも記している。ベイリーによればデ・グベルナティスの示す神秘的な力、英雄的資質、繁殖力というそれぞれのキャラクターはそれぞれのカルパ（宇宙の寿命）においてトリムールティが担う創造、維持、破壊という3柱の役割と矛盾しない。しかしそれでもなお、シヴァの役割には曖昧さが残るとも語っている。シヴァの役割は破壊であり再生であるとされ、プラーナの神話に描かれるシヴァは繁殖力を象徴することが多い。シンボルとされるリンガもやはり繁殖力を象徴している。一方でシヴァは色欲とは無縁のヨーガ修行者としての顔も持つ。このことに関してベイリーはシヴァの受け持つ第3フェイズの役割は一言で説明しきれないからではないかとしている。

## 評価

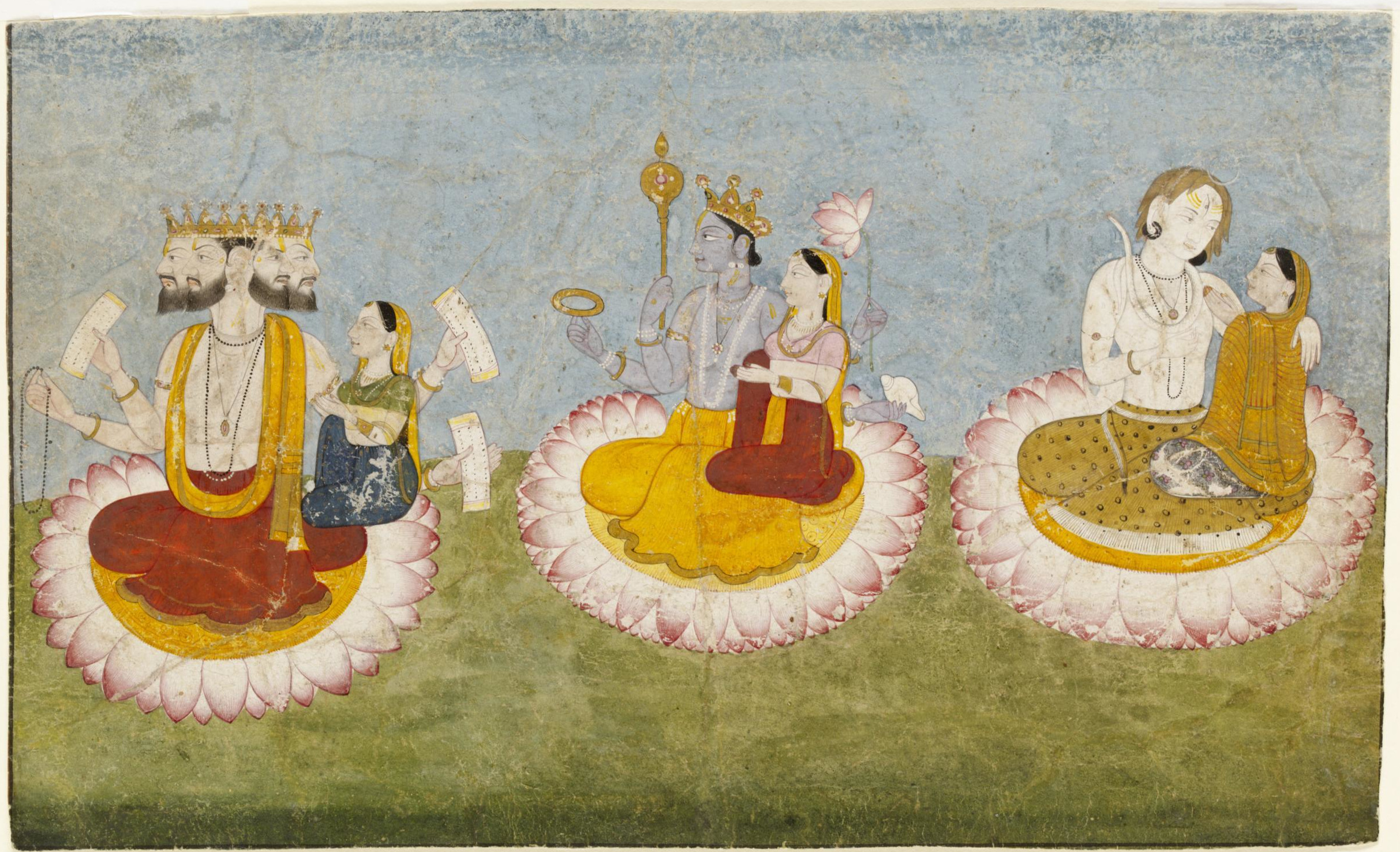
トリムールティとトリデーヴィー。

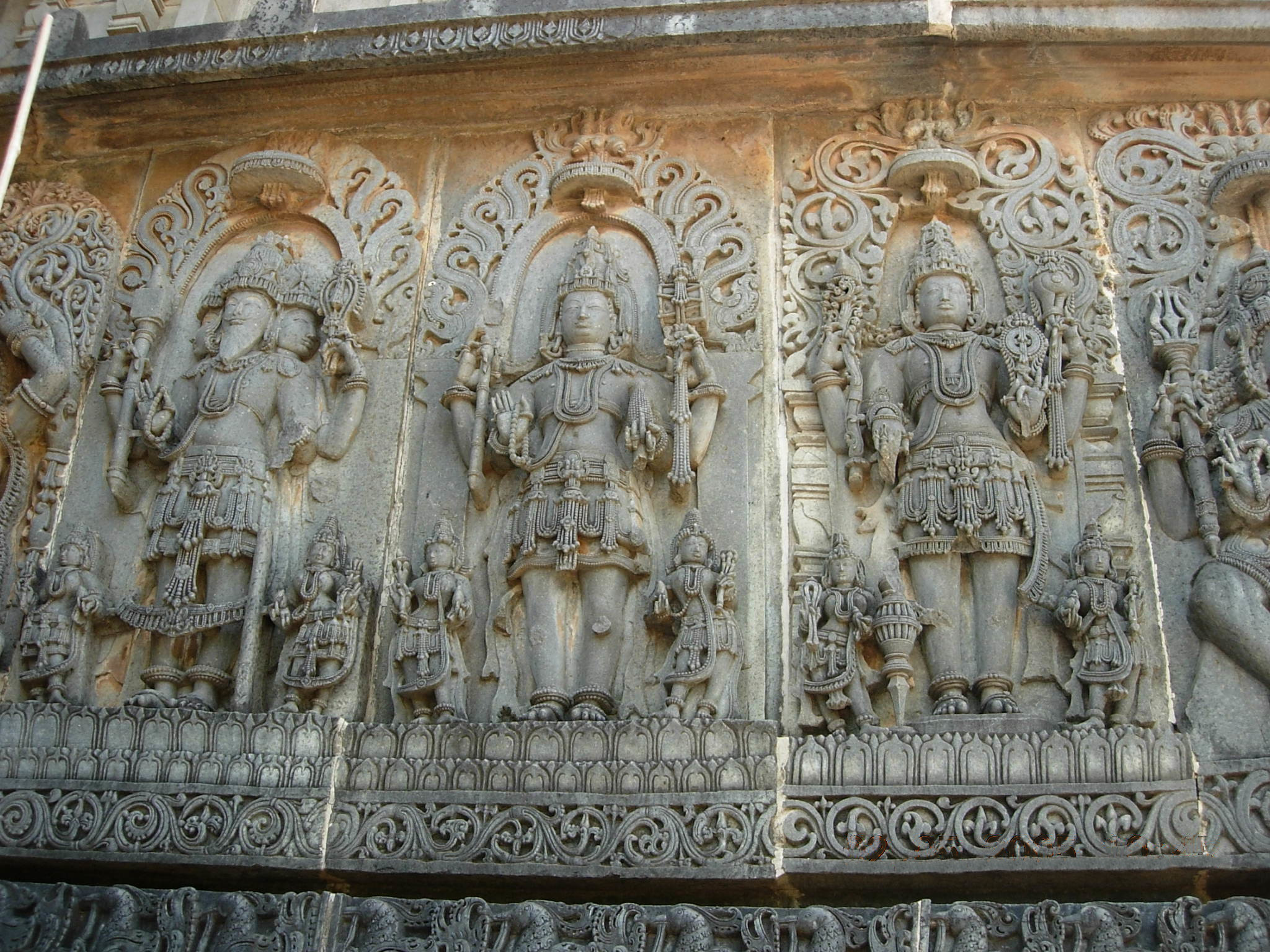
ハレビドゥのホイサレスワラ寺院に見られるトリムールティ。左から、ブラフマー、シヴァ、ヴィシュヌ。

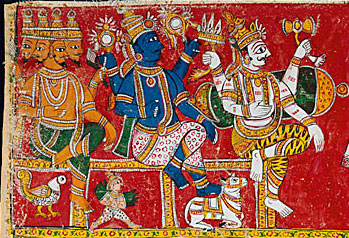
トリムールティ。アーンドラ・プラデーシュ州。

「ブラフマーとヴィシュヌとシヴァは同一であり、これらの神は力関係の上では同等であり、単一の神聖な存在から顕現する機能を異にする3つの様相に過ぎない」というトリムールティの理論がヒンドゥー教の文献の中に現れることは稀であり、このコンセプトが宗教美術のテーマとされることも珍しく、生きた信仰としてはヒンドゥー教に受け入れられてこなかった。
トリムールティ理論が登場した背景には、ヴェーダ後の時代に顕在化してきた宗派間の争いを調停しようという意図があったのではないかという見方が存在する。
ダヴァモニーによれば、マハーバーラタの中でも古い時代に書かれた部分ではブラフマーが最高神とされているが、時代が下るにつれてヴィシュヌとシヴァが目立つようになってくる。そして12巻のシャンティ・パルヴァンには、この3柱の本質がひとつであると宣言することによって、それを調停しようする意図が読み取れる記述があるとする。マハーバーラタが記されたのは、古い部分ではBC8-9世紀、完成したのは4世紀頃と考えられている。
歴史学者ラメシュ・チャンドラ・マジュンダルはヴィシュヌ派とシヴァ派にとどまらず、このプラーナ文献の時代（300-1200年）に表れる様々な宗派の間に見ることのできる協調と調和の精神に注目している。
マジュンダルによれば、この時代は宗教的な均質性を欠き、ヴェーダ時代の信仰の名残としての正統派バラモン教を含めて様々な宗派が混在した。中でもシヴァ派、ヴィシュヌ派、シャクティ派が代表的で、これらは正統派に分類されるものの、それぞれ独自の信仰を形づくっていた。この信仰間の協調に関してマジュンダルは以下のように述べている。
その（協調の）最も重要な成果はトリムールティという神学的コンセプトに見られる。すなわちブラフマー、ヴィシュヌ、シヴァという3柱の形での最高神の顕現である。（中略）しかしのこ試みは大成功を収めたとはみなされていない。ブラフマーはシヴァやヴィシュヌと比較して支配的な立場を確立することに失敗している。さらには各宗派はしばしばトリムールティを、自分たちの宗派が信仰する絶対的な神、あるいはブラフマンであるとする神が、3柱の神の姿に顕現したものであるという立場をとろうとする。
ニコラス・サットンは以下のように語る。
ヒンドゥー教の伝統のなかで、ブラフマーがヴィシュヌやシヴァのような信仰を集めたことがあったのか、ブラフマーが最高神であると見なされたことが一度でもあったのだろうかという疑問を抱くのは当然である。
歴史家のアーサー・ルエリン・バシャムはトリムールティというコンセプトの背景を以下のように語っている。
西洋の初期の研究者たちはヒンドゥー教とキリスト教の双方に存在するトリニティ（すなわち三神一体と三位一体）という共通点に心ひかれた。しかしこの共通点は実際にはそれほど近いものではない。ヒンドゥー教のトリニティは、キリスト教のトリニティとは違い、広く受け入れられることが無かった。ヒンドゥー教のすべてのトリニティ主義はいずれか一つの神に肩入れしたがる傾向がある。この文脈からするとカーリダーサによるトリムールティに捧げられた賛歌は、その実最高神ブラフマーに向けられたものである。トリムールティというコンセプトは実際のところ意図的に仕掛けられたものであり、ほとんど影響をもたらさなかった。
一方でヤン・ホンダは、「トリムールティはシヴァ派とヴィシュヌ派の対立関係を調停するために意図的に作られたものである」という印象を抱くべきではないと強調する。彼はトリムールティとは、この時代のヒンドゥー教において、一元論的な、あるいはほぼ一元論的な傾向が強くなる中で、もともとあった3人組的なコンセプト、加えてブラフマンは1つであり、始まりも終わりもないという由緒ある思想をリフォームしようとした結果であり、徐々に広まるヴィシュヌ信仰と、それとは相いれないシヴァ信仰という両者の関係の中に、ブラフマンの象徴であるブラフマーを加えた3柱の補完関係を見出し、これらを統合しようとした結果であるとする。ホンダによればトリムールティは、たしかに宗派ごとに信仰する神を上位に立たせようとする傾向はあるものの、少なくとも「単一の至高の存在の3つの顕現」というアイデアからは逸脱していない。この理論は、3つの神の地位を還元してひとつの神の様相とすることによって宗教的包括主義を促進した。すなわち他人の宗教や人生観、世界、信条、教義をネクスト・ベストと考えて、拒絶するのではなく適応させるというヒンドゥー教の特色の形成に貢献している。
また、フリーダ・マチェット（Freda Matchett）はトリムールティを、様々な神格を異なる基準で取り込むことができるという、ヒンドゥー教がいくつか備えている枠組みの内のひとつであると表現している。

## トリムールティ寺院
8世紀までにはトリムールティを奉る寺院が複数現れている。3柱の並びも寺院によってさまざまである。現代でもいくつかの寺院ではトリムールティが信仰されている。
- バロリ寺院（英語版）
- エレファンタ石窟群
- ミトラナンタプラム・トリムールティ寺院（英語版）
- プランバナン寺院群
- ウェスタン・チャールキヤ・アーキテクチャー（英語版）
- トリプルヤール・トリムールティ寺院（英語版）